# Генрієта Фаркашова
Генрієта Фаркашова (словац. Henrieta Farkašová; народилася 23 травня 1986) словацька гірськолижниця; дев'ятиразова паралімпійськf чемпіонкою (спортивний клас порушення B3).
Девіз Фаркашової є: «Неможливе — можливо».
Фаркашова завоювала три золоті медалі на зимових Паралімпійських іграх 2010 у Вістлер-Кріксайд в гігантському слаломі, суперкомбінації, супергігантському слаломі (з вадами зору) і срібну медаль в швидкісному спуску (з вадами зору).
На Паралімпійських іграх 2014 року Генрієта виборола дві золоті медалі: швидкісний спуск та гігантський слалом (з вадами зору), і одну бронзову у слаломі (з вадами зору).
Вона завоювала чотири золоті медалі у Паралімпійських іграх 2018 року, вигравши у швидкісному спуску, супергігантському слаломі, суперкомбінації, гігантському слаломі (з вадами зору).
Наталія Субртова є спортсменом-лідером Фаркашової.